# كيكوال بييري
كيكوال بييري (الاسم العلمي:Quisqualis pierrei) هي نوع نباتي يتبع جنس الكيكوال من الفصيلة القمبريطية. 